# 乌昭度
乌昭度，10世纪乌舍国（兀惹城，故址一说即今黑龙江省东宁县大城子古城，一说在通河县治附近）首领，渤海人，烏氏。
辽圣宗统和十三年（995年）七月，乌昭度与燕颇等率兵攻附辽朝铁骊部（铁利部），铁骊人告急于辽。辽朝奚王和朔奴征讨。乌昭度退保兀惹城，率众死守，使辽军围城，久攻不下，和朔奴等因故被削官。统和十四年（996年）十月，烏昭度请求內附辽朝。统和十五年（997年）三月，烏昭度以地遠，请求每年免進贡鷹、馬、貂皮，辽圣宗下詔以皇帝生辰、正旦進貢如舊，其餘免除。其后烏昭慶担任乌舍国首领。